# Hydrotetrix carolinensis
Hydrotetrix carolinensis är en insektsart som beskrevs av Kevan, D.K.M. och Joyce Winifred Vickery 1997. Hydrotetrix carolinensis ingår i släktet Hydrotetrix och familjen torngräshoppor. Inga underarter finns listade i Catalogue of Life.